# Prosopocera fryi
Prosopocera fryi es una especie de escarabajo longicornio del género Prosopocera, tribu Prosopocerini, familia Cerambycidae. Fue descrita científicamente por Murray en 1871.
Se distribuye por Camerún, Costa de Marfil, Gabón, Ghana, Guinea Ecuatorial, Nigeria, República Centroafricana y República Democrática del Congo. Mide 29,3-38 milímetros de longitud. El período de vuelo ocurre en los meses de enero y octubre.